# Katoliška liga (1609)
Katoliška liga je bila ustanovljena leta 1609 kot vojaška zveza katoliških vladavin Svetega rimskega cesarstva.

## Ustanovitev lige (1609)
V nemirnem obdobju pred tridesetletno vojno so v mestu Donauwörth leta 1607 med protestanti in katoličani izbruhnili nemiri. Bavarski vojvoda Maksimilijan I. je po naročilu cesarja Rudolfa II. z vojsko posredoval, zasedel mesto in ga proti volji protestantskih stanov priključil Bavarski. Da bi v bodoče preprečili takšne dogodke, so protestantski knezi leta 1608 v Auhausnu ustanovili obrambno protestantsko (auhausensko) unijo. Naslednje leto se je Maksimilijan odzval z ustanovitvijo nasprotne, obrambne katoliške lige. V ligo se je sčasoma vključila večina katoliških posvetnih in cerkvenih vladavin in samostanov južnonemškega prostora. Ustanovili so skupne čete, ki naj bi jih zaščitile v primeru napada. Organizacijsko so bili razdeljeni v dva direktorija, enega je vodil Maksimilijan I. Bavarski, drugega, obrenskega, pa volilna kneževina Mainz. Zaradi notranjih nesoglasij je Maksimilijan leta 1616 odstopil s svojega položaja, kar ja začasno pomenilo konec lige.

## Obnovitev lige (1619)
Na pobudo Maksimilijana I. so se začele vladavine naslednje leto ponovno povezovati okrog Bavarske in leta 1619 okrog mainške kneževine. Na pobudo Ferdinanda II. (ki se je na povratku iz Frankfurta, kjer je bil kronan za nemškega cesarja, ustavil v Münchnu) sta se oba dela spet združila v staro Ligo. Oktobra 1619 je bila med cesarjem in Ligo podpisana münchenska pogodba, v kateri so se dogovorili, da bo Liga s svojo vojsko proti povračilu stroškov podprla cesarja v boju proti Čehom, ki so se malo prej uprli in namesto Ferdinanda izvolili za svojega kralja Friderika V. Pfalškega. Liga je postavila pod orožje vojsko 25.000 najemnikov pod poveljstvom vojskovodje Johanna T’Serclaesa, grofa Tillyja. Poleg članov lige je vojsko sofinanciral tudi papež.
Vojska katoliške lige je odigrala pomembno vlogo v tridesetletni vojni.

## Člani katoliške lige
Leta 1609 so ligo ustanovili: vojvodina Bavarska, državni (tj. cesarstvu neposredno podrejeni) samostani Würzburg, Konstanca, Augsburg, Passau, Regensburg, knežji samostan Kempten, knežja proštija Ellwangen. Kasneje so k ligi pristopili: cerkvene volilne kneževine Köln, Mainz, Trier, državni samostani Bamberg, Speyer, Strasbourg, Worms in različni prelati.